# NGC 954
NGC 954 è una galassia a spirale barrata situata nella costellazione della Balena, a una distanza di circa 250 milioni di anni luce dalla nostra Via Lattea.

## Scoperta
La galassia è stata scoperta il 5 settembre 1834 dall'astronomo britannico John Herschel.

## Descrizione
NGC 954 ha una classe di luminosità III e presenta una larga riga a 21 cm dell'idrogeno neutro.

## Gruppo di ESO 246-21

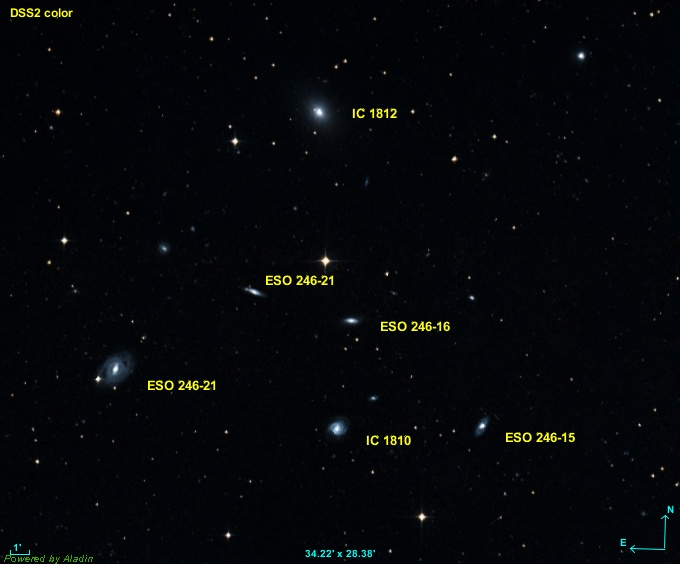
Sei galassie del gruppo di ESO 246-21.

NGC 954 fa parte di un gruppo di galassie che comprende 8 membri, il Gruppo di ESO 246-21. Le altre galassie del gruppo IC 1810, IC 1812, NGC 939, ESO 246-15, ESO 246-16 e ESO 246-22.